# Бельский, Григорий Петрович
Князь Григорий Петрович Бельский — воевода во времена правления Ивана IV Васильевича Грозного.
Из княжеского рода Бельские, Рюриковичи. Второй  сын князя Петра Ивановича Бельского.

## Биография
В 1574 году послан спросить цесарских гонцов о причинах их приезда. В 1582 году отправлен в Ярославль на встречу английскому послу. Осенью 1585 года послан вторым воеводою Большого полка в Ново-царёв город, с запасами и снарядами и указано ему отдав всё возвращаться в Москву. В 1587 году по первому наряду в Сторожевом полку, а во втором наряде в левой руки, вторым воеводою против крымцев.
По родословной росписи показан бездетным.